# Kingsley Coman
Kingsley Junior Coman (Pariz, 13. lipnja 1996.) francuski je nogometaš koji igra na poziciji krila. Trenutačno igra za Al Nassr i francusku reprezentaciju.

## Klupska karijera
Rođen u Parizu od roditelja iz Guadeloupea, Coman je započeo svoju karijeru igrajući za US Sénart-Moissy 2002. godine kao šestogodišnjak.
Iz Paris Saint-Germaina prešao je u Juventus 2014. nakon isteka ugovora. S Juventusom je u svojoj prvoj sezoni osvojio Serie A i Coppa Italiju. U kolovozu 2015. posuđen je Bayernu, u čije je redove kasnije prešao nakon isteka posudbe. S Bayernom je osvojio osam naslova Bundeslige, tri DFB-Pokala i šest DFL-Supercupa. Osvojio je UEFA ligu prvaka 2019./20. Postigao je jedini pogodak u finalu igranom protiv Paris Saint-Germaina. Te godine također je osvojio i UEFA Superkup i FIFA Svjetsko klupsko prvenstvo. Osvojio je naslov prvaka u svojih prvih 11 sezona kao profesionalac. Prvi put nije osbojio naslov prvaka u sezoni 2023./24. kada je Bayer Leverkusen osvojio Bundesligu.

## Reprezentativna karijera
Coman je odigrao 39 utakmica i postigao 11 golova za francuske omladinske uzraste od 16 do 21 godine. Za seniorsku momčad debitirao je u studenom 2015. Bio je dio francuske momčadi na Europskim prvenstvima 2016., 2020. i 2024. te na Svejtskom prvenstvu 2022.

## Vanjske poveznice
- Profil, Transfermarkt